# Сьюзен Райс
Сьюзен Елізабет Райс (англ. Susan Elizabeth Rice; нар. 17 листопада 1964, Вашингтон) — американська політична діячка та науковець, директор Ради внутрішньої політики США з 20 січня 2021. Обіймала посаду Радниці президента США з національної безпеки із 2013 до 2017 роки в адміністрації Барака Обами, а до того була Постійною представницею США в ООН із 2009 до 2013.

## Біографія
Сьюзен Райс народилася у Вашингтоні 17 листопада 1964 в сім'ї науковців. Батько — професор економіки Емметт Дж. Райс (англ. Emmett J. Rice) — у 1979–1986 роках був членом Ради керівників Федеральної резервної системи США від округу Нью-Йорк, мати Лоїс Райс — фахівець з питань освіти.
Закінчила елітну школу для дівчаток при Національному кафедральному соборі (National Cathedral School) у Вашингтоні. 1986 року здобула ступінь бакалавра історії у Стенфордському університеті. 1988 року здобула ступінь магістра, а 1990 року — доктора філософії з міжнародних відносин у Нью-коледжі Оксфорда, отримавши престижну стипендію Родса.
Працювала помічницею із зовнішньополітичних питань у штабі кандидата у президенти США від Демократичної партії Майкла Дукакіса на виборах 1988 року. Із 1990 до 1992 року працювала в міжнародній консалтинговій компанії «McKinsey & Company».
Протягом восьмирічного президентства президента-демократа Білла Клінтона Сьюзен Райс працювала в його адміністрації на різних посадах. У 1993—1997 роках у Раді національної безпеки США (із 1993 до 1995 очолювала відділ міжнародних організацій та миротворчої діяльності, а із 1995 до 1997 року була спеціальною помічницею президента та старшою директоркою відділу африканських справ). У 1997—2001 обіймала посаду помічниці держсекретаря США з питань Африки. За цей період відбулися помітні зміни у політиці США щодо Африки; наприклад, було прийнято Закон про зростання та можливості в Африці (African Growth and Opportunity Act), метою якого є економічна допомога країнам Африки на південь від Сахари та покращення економічних стосунків із регіоном, а також США стали приділяти більше уваги боротьбі із ВІЛ/СНІД в Африці.
У період республіканської адміністрації Джорджа Буша-молодшого (2001 —2009) працювала в приватному секторі й у сфері досліджень, зокрема із 2002 до 2009 року працювала в Інституті Брукінгс. Також працювала радницею із зовнішньополітичних питань у президентській кампанії кандидата від Демократичної партії Джона Керрі на виборах 2004 року (на яких було переобрано Джорджа Буша) та Барака Обами на виборах 2008 року.
Після перемоги Обами на виборах новообраний президент номінував Райс на пост представниці США в ООН, вона була одноголосно затверджена Сенатом 22 січня 2009 року. На своєму посту в ООН Райс, серед іншого, порушила питання зміни клімату, прав жінок та ЛГБТ-спільноти як глобальних пріоритетів. Також вона захищала Ізраїль у Раді Безпеки ООН, виступала за суворі санкції проти Ірану і Північної Кореї та підтримала міжнародну військову операцію в Лівії.
Райс розглядали як потенційну кандидатку на пост Державного секретаря США, однак відмовилася брати участь у боротьбі за цю посаду на фоні політичного скандалу із її коментарями щодо атаки на американські державні установи в Бенгазі (2012 Benghazi attack).
2013 року Райс була призначена на пост Радниці президента США з національної безпеки (один із найвищих зовнішньополітичних постів в уряді США, який не вимагає затвердження Сенату). Вона обіймала цю посаду до завершення президентства Барака Обами.
Після приходу до влади президента-республіканця Дональда Трампа Райс повернулася до наукової та освітньої діяльності, зокрема 2017 року долучилася до Американського університету, та до роботи у приватному секторі (наприклад, 2018 року стала членом ради директорів компанії Netflix).
2020 року її розглядали як імовірну кандидатку у віцепрезиденти США в парі із кандидатом у президенти від Демократичної партії Джо Байденом.